# Icius glaucochirus
Icius glaucochirus är en spindelart som först beskrevs av Tord Tamerlan Teodor Thorell 1890.  Icius glaucochirus ingår i släktet Icius och familjen hoppspindlar. Inga underarter finns listade i Catalogue of Life.